# Manécanterie Notre-Dame
La manécanterie Notre-Dame est un monument situé dans la ville du Puy-en-Velay dans le département de la Haute-Loire.

## Histoire
La voûte peinte de la chapelle au 1er étage de l'ancien hôtel est inscrite au titre des monuments historiques par arrêté du 23 septembre 1949. La porte dite de l'Hôtel de Saint-Vidal, la façade sur rue, le bâtiment des cuisines et la tourelle y attenant sont inscrits au titre des monuments historiques par arrêté du 28 octobre 1949.